# Dover International Speedway
Dover International Speedway (chamado antigamente de Dover Downs International Speedway) é um circuito oval localizado em Dover no estado americano de Delaware, foi inaugurado em 1969, é parte de um complexo que possui uma pista para corridas de cavalos internamente.
Sua extensão é de 1 milha ou 1609 metros com inclinações de 24° nas suas duas curvas e o circuito é todo de concreto, diferentemente dos outros que são de asfalto. O circuito também é conhecido pelo seu apelido, Monster Mile (Milha Monstro) por ser o oval de 1 milha mais rápida do mundo.
Em 2001 a capacidade do circuito chegou a 135 mil espectadores, depois de 2014 a capacidade foi reduzida para 95,5 mil espectadores.
Recebe 5 eventos anualmente da NASCAR sendo 2 da Cup Series, 2 da Xfinity Series e 1 da Truck Series. Recebeu provas da IndyCar Series em 1998 e 1999.